# Chivu Stoica

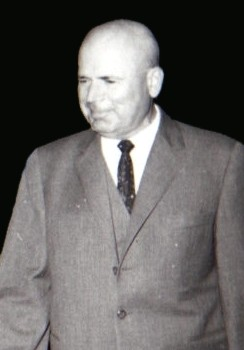
Chivu Stoica 1966-ban

Chivu Stoica (1908. augusztus 8. – 1975. február 16.) román kommunista politikus, 1955 és 1961 között Románia miniszterelnöke, 1965 és 1967 között az Államtanács elnöke.
Munténiában született egyszerű parasztcsaládban. 12 éves korától a román állami vasutaknál dolgozott. Később Bukarestben lett szerelő.
1931-ben lépett be a Román Kommunista Pártba. Részt vett a spanyol polgárháborúban. 1957-ben miniszterelnökként  „a magyarországi ellenforradalom határrevíziót követelt” valótlan gondolatáról beszélt, és ennek hatására a román belügyminisztérium ráállt a romániai magyarok alaposabb megfigyelésére.
Élete utolsó éveiben kegyvesztett volt. A hivatalos jelentések szerint öngyilkos lett. Meg nem erősített információk szerint Nicolae Ceaușescu megbízásából a román titkosrendőrség, a Securitate hamis bizonyítékokat gyártott Stoicáról, miszerint pedofil, ezért Stoica önkezével vetett véget életének, amihez éppen azt a vadászpuskát használta, amelyet Ceaușescutól kapott egykor ajándékba.